# Walter Ulbricht
Walter Ulbricht (Leipzig, Imperi Alemany, 30 de juny de 1893 - Groß Dölln, República Democràtica Alemanya, 1 d'agost de 1973) fou un polític alemany, principal dirigent de la RDA entre 1950 i 1971.
Obrer ebenista de professió, s'afilià al Partit Socialdemòcrata d'Alemanya (SPD) el 1912 i lluità a la Primera Guerra Mundial en el front oriental. Durant el conflicte s'adherí a l'ala esquerrana socialdemòcrata, la Lliga Espartaquista, i participà en la creació del Partit Comunista d'Alemanya (KPD) el 1918. El 1923 ingressà en el seu Comitè Central i el 1928 fou elegit diputat al Reichstag. En prendre el poder els nazis el 1933 es refugià a la Unió Soviètica treballant en la Komintern i en el Comitè per una Alemanya Lliure.
Després de la victòria en la Segona Guerra Mundial el 1945 tornà al seu país, on fou un dels principals artífexs de la unificació de socialdemòcrates i comunistes orientals en el Partit Socialista Unificat d'Alemanya (SED) el 1946. El 1950 accedí a la secretaria general del SED i el 1961 ordenà la construcció del Mur de Berlín. Ocupà endemés des de 1960 la Direcció de l'Estat de la RDA. Oposat a la normalització de relacions amb la RFA, fou apartat del poder per Erich Honecker, qui el substituí el 1971 al capdavant de la secretaria general del SED. Fou mantingut com a Cap d'Estat de la RDA fins a la seva mort el 1973.